# スペシャリスト (テレビドラマ)
『スペシャリスト Specialist』は、テレビ朝日系で放送された刑事ドラマシリーズである。

## 概要
無実の罪により10年間服役した経験のある刑事が刑務所で得た犯罪の知識を基に様々な事件を解決していく異色のサスペンスドラマ。主演の草彅剛は本作で初めて刑事役を演じた。
2013年から2015年にかけて4回にわたり、テレビ朝日系「土曜ワイド劇場」（土曜 21:00 - 23:06・特別企画）で放送。
2016年1月14日から3月17日まで、舞台を京都から東京・警視庁へ移し『木曜ドラマ』枠で連続ドラマ化された。なお、連続ドラマ版は2時間ドラマ版と違い、24fpsによるプログレッシブカメラでの撮影となっている。連続ドラマ版は、第53回ギャラクシー賞・マイベストTV賞第10回グランプリを受賞。

## あらすじ

### 土曜ワイド劇場版
身に覚えのない殺人未遂事件の容疑者として逮捕された宅間善人。10年近くの服役生活を続けていた宅間だったが、事件の被害者の意識が回復したことで冤罪であることが判明。出所が決まった宅間は京都府警の高倉紀一郎の勧誘を受け、新設された特別捜査係へ配属されることになる。
配属早々、とある事件の真相をあっさりと解明する宅間だが、特別捜査係主任の姉小路千波は彼の仕事に対する姿勢に反感を持つ。特別捜査係として実績を上げるため、姉小路は新たに4件の殺人事件を持ち込んでくるが、宅間は一見バラバラに見えるこれらの4つの事件がある共通点から一つに繋がっていることに気づく。

## 登場人物

### 警視庁・総合事犯対応係（仮称）
宅間善人（たくま よしと）〈38〉
演 - 草彅剛
経歴：京都府警察本部警務部広報課
→ 京都府警察本部刑事部捜査第一課特別捜査係（第1作 - 第4作）
→ 警視庁刑事部総合事犯対応係（仮称）（連続ドラマ）
「犯罪者の心を知り尽くしたスペシャリスト」。
階級は巡査部長。元は広報課に勤める事務職の警察官だったが、第1作の10年前（2003年）に殺人未遂容疑で逮捕。懲役15年の実刑判決を受け滋賀中央刑務所に服役するが、後に冤罪だと判明し出所。服役の間に全受刑者の犯罪の技能・手口・心理状態などをデータベース化して記憶し、犯罪に精通したスペシャリストとも言える能力を得た。収監当時の受刑者番号は244番。
常に飄々とした態度であり、自らの感情を正直に伝える事をしない。いち早く重要な情報に気が付いても、それを他のメンバーに伝えようとはせず、伝える場合でも、服役していた頃の知人を引き合いにしたたとえ話を用いて遠回しに言う事が多い。
インドア派らしく、特別捜査係の他の面子が現場に向かっている時でも一人オフィスのソファーで寝ている。そのくせ現場にも行かずに事件を解決に導いてしまうなど、勤務態度に不釣り合いな功績を数多く挙げている。
出所後すぐ特別捜査係への配属を言い渡される。その時すでに上層部の思惑に気付いてはいたが、仕事の条件は悪くなかったため、快く受け入れた。警視庁に異動するまで姉小路小枝の下宿の2階に部屋を借りて住んでいた。
連続ドラマ版から滝道の計らいにより警視庁に異動。第1話で捜査中の事件に巻き込まれて10か月服役するがやはり冤罪と判明して出所し、総合事犯対応係（仮称）に配属される。滝道から武藤の会話を録音したUSBメモリーを受け取ったことに始まり、よその部署から取り寄せた過去に起こった事件のファイルなどから「我々」について探っている。
決め台詞は「分かるんですよ、だって10年入ってましたから」（前述の通り、第1話で捜査中の事件に巻き込まれて10か月服役したため、以後「分かるんですよ、だって10年10か月入ってましたから」に変わった）。
犯罪者達の離反によって空中分解した「我々」の「『我々』に関わる全てを抹殺する」という目的に巻き込まれる形で、「我々」にスカウトされた犯罪者・武藤により、前述の冤罪による10年間の服役を強いられた。逮捕された当初は、誰も手が付けられないほど感情的になっていたが、服役中に「自分を感情的に行動させて廃人にする事が、自分を冤罪に陥れた者達（「我々」）の狙いだ」と気づき、以後は自分の感情を率直に表さないようにしていた。
1度目の服役直後に法彦が生まれ父親になった事から、連続ドラマ第6話で渡辺麗香の息子・仁に親の思いについて語っている。
連続ドラマ第8話で美也子に会った後、彼女が「我々」にスカウトされた犯罪者・小池智英に毒入りの水を飲まされ危篤状態に陥った際に一時取り乱したが、彼と対峙した時には「殺したい、でも殺さない。刑事だから」と冷静に努め逮捕しようとした。
この直後の状況が誤解されて捜査一課に追われる事となるが、それを逆手に取って自らの経験を生かしたゲームをネットに流し、真犯人をあぶり出した。
姉小路千波（あねこうじ ちなみ）〈48〉
演 - 南果歩
経歴：京都府警察本部刑事部捜査第一課
→ 京都府警察本部刑事部捜査第一課特別捜査係 主任（第1作 - 第4作）
→ 警視庁刑事部総合事犯対応係（仮称） 主任（連続ドラマ）
刑事の仕事に強い誇りを持つ「被害者の心に寄り添うスペシャリスト」。
階級は警部補。警察官だった夫の竹彦を事件で亡くしてからは、娘の茜を女手一つで育てている。
捜査一課では女性ということで捜査の最前線に立つことが出来なかったが、特別捜査係に移ってからは宅間とコンビを組むことになる。
第4作で高倉本部長から警察学校教官のポストを打診されるも、宅間の身を案じて断った。
連続ドラマ第1話で事件に巻き込まれた宅間を救うために協力し、事件後は滝道の計らいで総合事犯対応係（仮称）に配属される。その際、茜と小枝を京都に残し単身赴任した。
宅間の能力を信頼している一方で、その能力が彼自身を「犯罪者」へと変えてしまうのではないかと不安を感じている。
第1作では終始関西弁を話していたが、第2作以降はほぼ標準語で話している。
松原唯子（まつばら ゆいこ）〈29〉
演 - 芦名星
経歴：京都府警察本部刑事部捜査第二課
→ 京都府警察本部刑事部捜査第一課特別捜査係（第1作 - 第4作）
→ 警視庁刑事部総合事犯対応係（仮称）（連続ドラマ）
階級は巡査部長。京大出身で数か国語も話せる才女だが、その隙の無さが仇となりコンビを組む相手がいなかった。
連続ドラマ第1話で事件に巻き込まれた宅間を救うために協力し、事件後は滝道の計らいで総合事犯対応係（仮称）に配属される。
我妻真里亜（あづま まりあ）
演 - 夏菜（連続ドラマ）
経歴：警視庁刑事部総務課
→ 警視庁刑事部総合事犯対応係（仮称）（連続ドラマ）
階級は巡査。現警察庁長官の白河を伯父にもつ。父親の我妻公昭は10年前に爆発事故で死亡したと思われていた。
総合事犯対応係（仮称）に異動し、宅間とコンビを組むことになる。
宅間がよその部署から取り寄せた過去に起こった事件のファイルの中に父親の事件の資料を見つけて、かつての自分の家庭教師で城明予備校の事務員である丹羽奈津美に会いに行くが、正体を現した彼女によって監禁される。事件解決後、公昭の葬儀の後に私的に訪ねてきた白河から「公昭君は『我々』の事を調べていなかったか」と問われた事を、姉小路に打ち明けた。
堀川耕平（ほりかわ こうへい）〈33〉
演 - 平岡祐太
経歴：京都府警察本部警備部護衛課 SP
→ 京都府警察本部刑事部捜査第一課特別捜査係（第1作 - 第4作）
→ 警視庁刑事部総合事犯対応係（仮称）（連続ドラマ）
階級は巡査部長。以前は警備部に所属していたが、人とのコミュニケーションが苦手で孤立しがちであった。さらに、第2作の1年前に京都観光サミットを訪れた南セザールの要人警護中、警護対象者が暴漢に爆竹を投げつけられた一件で、自身の教育係だった芳野純香のミスを押しつけられたことがダメ押しとなって特別捜査係に異動してくる。
連続ドラマ第1話で事件に巻き込まれた宅間を救うために協力し、事件後は滝道の計らいで総合事犯対応係（仮称）に配属される。

### 警視庁捜査一課
野方希望（のがた のぞむ）
演 - 和田正人（連続ドラマ）
警視庁刑事部捜査第一課 刑事。階級は巡査部長。総合事犯対応係（仮称）と一課とのパイプ役。
実は「『我々』の息のかかった人間」であり、小池智英（本物）に毒入りのカプセルを飲ませて時間差で殺害し、宅間にその罪を着せた上で狙撃して始末しようとするも、発砲前に姉小路達が来たため断念する。
最終話では宅間のゲームを利用して彼に接触し、防弾チョッキを着用した状態で宅間の仕業に見せかけて自らを撃ち彼を逮捕させようとしたが、事前にその企みを見抜いていた宅間によって一部始終を録画されていたため失敗、逮捕された。

### 警察庁
滝道博喜（たきどう ひろき）
演 - 吹越満（第4作 / 連続ドラマ）
警察庁警備局警備企画課警備対策官。階級は警視正。
連続ドラマ時点では警視庁に出向中で、警視庁刑事部総合事犯対応係（仮称）を新設する。宅間に武藤の会話を録音したUSBメモリーを渡す一方で、警察庁長官から何らかの指示を受けていた。
その正体は「我々」のメンバーの一員で、「我々」が"勉強会"だった頃から「我々」に関する全ての情報を閲覧できる立場にいた。白河長官の懐刀として活動する一方で、彼の目を欺いて「犯罪者の有効利用」を独断で行っていた。
連続ドラマの第8・9話での「殺人トーナメント事件」において、「我々」の基本理念となる小説を書いたのが宅間の元妻・美也子だと知り、最終ターゲットを宅間から美也子に切り替え、小池智英（本物）に毒入りの水を彼女に飲ませるよう差し向けた。
宅間に正体を突き止められた際、宅間達を京都府警から呼び集めて彼らと真里亜を総合事犯対応係（仮称）に配属させた真意（後述）を語り、特に宅間の存在を危険視し監視していた事を明かす。さらに宅間に真里亜と公昭を殺して自分達の仲間になるよう唆すも、あくまで「刑事」であり続けようとする宅間に拒否される。最終的に松原と堀川の手で逮捕されたが、直後に服毒自殺を遂げてしまう。
白河仙太郎
演 - 松平健（連続ドラマ最終話）
警察庁長官で、我妻真里亜の伯父。
かつて「我々」のメンバーだった。

### 京都府警察
猪熊佐千夫〈55〉
演 - 佐戸井けん太（第1作 - 第4作）
経歴：鑑識課長代理（主任）
→ 京都府警察本部刑事部捜査第一課特別捜査係 係長（第1作 - 第4作）
階級は警部。本来なら鑑識課長になっていてもおかしくない経歴の持ち主だが、立身出世にはそれほど強い関心を持っていない。
衣笠哲哉
演 - 春田純一（第1作 - 第4作）
京都府警察本部刑事部捜査第一課 課長。階級は警視。特別捜査係を目の敵にしており、事件の捜査に関わることを嫌う。
花園孝弘
演 - 水橋研二（第2作・第3作）
京都府警察本部刑事部捜査第一課の刑事で、衣笠の部下。階級は警部補。
伏見和明
演 - 阿部進之介（第4作）
京都府警察本部刑事部捜査第一課の刑事で、衣笠の部下。階級は巡査部長。
高倉紀一郎〈58〉
演 - 大杉漣（第1作 - 第4作 / 連続ドラマ第9話・最終話）（大学生：井上暉之〈第2作〉）
経歴：京都府警察副本部長
→ 京都府警察本部長
→ 殉職（第4作）
階級は警視監。京都中央大学の卒業生にして「自由の志士」の元メンバー。
宅間のために「京都府警察本部刑事部捜査第一課特別捜査係」を新設した張本人。かつて「我々」のメンバーであった。
第2作の「犯罪ビンゴ事件」にて、「自由の志士」のメンバー・永峰勇樹が書いた論文を公表前に公安へ流した事により永峰が自殺してしまった件の怨恨から、真犯人に命を狙われた。
第3作では武藤久志の会話を盗聴し、彼が「我々」の存在を明かした事に気づく。
第4作で事件の真犯人に銃撃されて致命傷を負い、現場へ駆け付けた宅間に「『我々』の存在に気をつけるんだ」と言い残して殉職した。

### 室町家
室町美也子〈38〉
演 - 紺野まひる（第1作 - 第4作 / 連続ドラマ第8話 - 最終話）
宅間善人の元妻。
宅間の逮捕時には子供(後の法彦)を身ごもっていたが、宅間の服役を機に離婚。しかし今でも宅間とは互いに愛情を抱いている。そのため武藤からは「宅間唯一のアキレス腱」と、姉小路からは「船の錨のような存在」と評されている。
宅間が出所した直後に再会し、そこで武藤と交際していることを明かす。だが第3作で、本性を表した武藤に連れ去られ人質となってしまう。
連続ドラマ第8話で上京し、宅間に再会。その後、「『我々』の存在・秘密を知る人物」の1人として、「我々」にスカウトされた犯罪者・小池智英に毒入りの水を飲まされ、意識不明の重体に陥る。同第9話にて、彼女が大学時代に書いた小説を参考にして宅間が書いたコラムが「我々」の基本理念となった事が判明する。同最終話では直接描かれなかったものの、意識を取り戻した事が示唆されている。
室町法彦
演 - 伊賀亮（第1作 - 第4作）
宅間と美也子の息子。宅間が服役した直後に生まれたため、第1作にて出所してきた宅間に初めて会う。最初の頃は実の父である宅間に対して沈黙していたが、第4作では美也子の入院中に宅間と仲良く打ち解けている様子が見られた。
連続ドラマ第9話では、美也子が上京している間に姉小路家に預けられていた。

### 姉小路家
姉小路茜〈17〉
演 - 宮武美桜（第1作 - 第4作）（幼少期：長田莉乃朱〈第3作・ノンクレジット〉）
千波の一人娘。下宿している宅間の部屋に入った際、壁に貼られていた新聞記事などから宅間が今も過去の事件に捕われていることに気づいた。
姉小路竹彦
演 - 加藤重樹（第1作）、吉家章人（第3作）
千波の夫。故人。生前は京都府警察本部西大路警察署地域課 係長。階級は警部補→警視。
2003年10月12日、強盗殺人事件の逃走犯・岡崎和馬に刺殺され殉職したとされていたが、真相は武藤による刺殺だった。
姉小路小枝〈75〉
演 - 江波杏子（第1作 - 第4作 / 連続ドラマ第9話）
竹彦の母、茜の祖母、千波の姑。賄い付き下宿屋の主人。
連続ドラマ第9話では、美也子の見舞いに東京を訪れ、宅間の暴走を恐れる千波に発破をかけた。

### 事件関係者
大宮敏郎
演 - 徳井優（第1作 - 第3作・第4作〈回想〉）
京阪新聞の記者。宅間が犯人とされた傷害事件の被害者。
第3作では事件の犯人の1人である事が明かされる。宅間が作った京都府警広報キャラクター「キョートマン7」の発案者だが、その真意は織旗誠の事件に関わった司法関係者のターゲットを示すためのものであった。
織旗誠の事件の時、社会部の記者として事件に関する記事を書いたことで織旗誠を死に追いやった「罪悪感」を持っていた。怪文書が届いた5人と被害者遺族2人の計7人で連続殺人グループを結成し、表向きは市民サークル「マッチ棒で有名な建造物を作るサークル」メンバーとして活動しつつも、1人1殺のルールを作り、それに則って暗殺を行ってきた。しかし事情が変わったために武藤によって殴り倒され、昏睡状態に陥ってしまうが、10年の時を経て意識が回復。最後の7件目の殺人を実行するためにリハビリを懸命に行い、退院。そして、最後の7件目として「国会議員」を射殺しようとするも、宅間たちによって阻止され、逮捕される。
北本正紀〈31〉
演 - 斎藤工（第1作・第2作・第3作〈回想〉・第4作〈回想〉）（少年期：竹之内優武〈第1作〉）
経歴：京都府警察本部生活安全部サイバー犯罪対策課のチーフ監視オペレーター（第1作）
→ 被告（第2作）
第1作で一連の殺人事件を計画した真犯人。旧姓は「清水」。
子供の頃、家族5人を隣人に殺害された過去を持つ。凶行に及んだ隣人もその場で焼身自殺してしまい、恨みや憎しみをぶつける相手を失ったまま成長する。
サイバー空間でネットの誹謗中傷を見ていくうちに犯行計画を思いつき、5人の連続殺人教唆を行う。最後に自分が焼身自殺する事で計画を完遂しようとするが、宅間に阻止され逮捕された。
第2作では裁判を受けており、証人として現れた宅間に「犯罪ビンゴ」が掲載されているサイトへのアクセス方法を教える。
第3作では以前、効率よくネット炎上させるネット書き込みの「虎の巻」とされるUSBを宅間に渡していた。
佐神稚洋〈48〉
演 - 上川隆也（特別出演 / 第2作・第3作・第4作〈回想〉 / 連続ドラマ第9話）
滋賀中央刑務所収監の受刑者。犯罪者の依頼に応じて無償で犯罪の計画から犯行方法・逃走手段までの犯行プランを考える天才で、「犯罪脚本家」という通称を持つ。
物語より15年前までは大阪府警察本部の捜査第一課に所属しており、当時はあらゆるジャンルの犯罪に関するノウハウやテクニックを熟知し難解な事件を次々と解決していった名刑事だったが、仕事がつまらないと考えるようになり、退職して犯罪者になった。刑事だった経歴上、古今東西の犯罪の手口・最新の警察の捜査技術まで熟知しており、高確率で「完全犯罪」を行うことができる。宅間からは「妙に凝りまくった犯罪の計画」を作る者として認識されている。
「我々」に所属した過去もあり、スカウトされた犯罪者の中でも別格で「アドバイザー」をやっていた。実際「我々」が現在の計画に着手したのは、彼のアドバイスから始まる。
第2作で初登場。真犯人に「犯罪ビンゴ事件」の計画を提供する。宅間によって自爆を阻止された時は敗けを認め、宅間に自身の冤罪と姉小路の夫の事件が繋がってる事を明かした。
第3作では刑務作業中に接触しに来た宅間に連続殺人事件の背景や解くべき謎などのヒントを与える。
連続ドラマ第8話の時点で、既に刑期を終えて出所していた。第9話にて宅間と対峙した際、「殺人トーナメント事件」は危険過ぎてボツにしたシナリオを「我々」が盗用したものである事、「我々」が組織された経緯とその目的を語り、自身と宅間の関係性を決して交わることの無い「ネガ」と表現しつつ、宅間との再戦を宣言したが、最終回までその素性や真の目的がはっきりと明かされることはなかった。
武藤久志
演 - 要潤（第3作・第4作〈回想〉）
警備会社勤務の元刑事。「我々」にスカウトされた犯罪者にして「『我々』の秘密を知る人物」の1人。
第3作の「キョートマン7連続殺人事件」の計画の考案者でもあり、姉小路の夫・竹彦を刺殺し、宅間を冤罪による罠に嵌めた犯人でもある。織旗誠の事件について少なからず「罪悪感」を持つ大宮達を裏で操り、そこで竹彦を殺すことを担当し、実行する。しかし宅間が「我々」の存在に気づいたことを知り、連続殺人計画を中止させてでも大宮を襲い、宅間にその罪を着せた。
本編開始の頃には宅間の動きを探るため美也子に近づき交際していたが、大宮の最後の殺人の失敗を知ると、美也子を連れ去り人質に取る。連続殺人事件・宅間の冤罪の事件・竹彦の刺殺事件といった3つの事件の真相を語り、美也子の解放と引き換えで宅間に自殺を強要する。途中現れた姉小路の復讐心を煽るも、結局は狙撃班に射殺された。
我妻公昭
演 - 羽場裕一（連続ドラマ第3話・第9話・最終話）
我妻真里亜の父。法務省の元職員。公安調査庁所属。「我々」の主要メンバーの一人。
10年前に丹羽奈津美によって爆殺されたと思われていたが、第9話にて自身の死を偽装していた事が判明。
「我々」が解体された後、逃亡した犯罪者達の追跡調査で、「我々」のメンバーの一部が組織防衛の為に犯罪者達を利用していた事を知る。その事実を公表するよう白河長官に迫るが、「もし公表すれば、自分達の秘密を知る者全てを抹殺しようとする『我々』によって、公昭だけでなく、娘の真里亜も危険に晒される」と諭され断念する。
その後、10年前に丹羽奈津美が自分を殺害しようとして引き起こした爆破事件を逆手に取る形で自らの死を偽装し、自身の戸籍・名前を抹消して「我々」の残党の監視を続けた結果、「我々」が生み出した犯罪者たちを利用しているのが滝道であることを突き止めるが、同時に真里亜が「人質」として極めて危険な立場に置かれていることを知り、真里亜との接触を極力避けていた。

### その他
日暮勇輔〈58〉
演 - 中丸新将（第1作・第2作・第4作〈回想〉 / 連続ドラマ第1話）（大学生：村田哲司〈第2作〉）
宅間の国選弁護人を引き受けていた弁護士。京都中央大学の卒業生で「自由の志士」の元メンバー。高倉紀一郎とは朋友。
連続ドラマ第1話では、事件の真犯人によって殺人事件の濡れ衣を着せられた宅間の弁護人を担当した。
銭家円蔵
演 - 田中要次（第1作 - 第4作 / 連続ドラマ第8話）
宅間の情報屋、ただし彼への情報料は姉小路が払っている。宅間とは雑居房仲間で、愛称は「銭やん」。
連続ドラマ第6話で、宅間に自らの似顔絵を模したマーク入りの盗聴器発見器を贈っている（名前のみ）。
連続ドラマ第8話では、「犯罪占い 銭やんの館」店主として登場。宅間に佐神の出所を知らせた。
松ケ崎巌
演 - 螢雪次朗（第1作 - 第4作）
法務省矯正局大阪矯正管区滋賀中央刑務所の所長。宅間の能力を重宝しており、いくつも借りがあることから、彼が事件の捜査のために滋賀中央刑務所へ潜入する際には毎回惜しみ無く援助している。
看守長
演 - 浜口望海（第2作・第3作）
法務省矯正局大阪矯正管区滋賀中央刑務所の看守長。
第3作では受刑者の外部との不正なやり取りを、金銭を受けて協力したことを宅間に明かされ、拘束されてしまう。

### ゲスト

#### 土曜ワイド劇場（2013年 - 2015年）
第1作「無実の罪で10年服役した刑事と殉職警官の妻…異色タッグが京都を揺るがす4つの殺人連鎖に挑む！」（2013年）
- 市村勝幸（JRAの厩務員） - 伊藤洋三郎
- 本郷秀一（フリーター） - 野間口徹
- 木島大作（滋賀中央刑務所の受刑者） - 城明男
- 滋賀中央刑務所の看守長 - 森岡豊
- 友田安彦（滋賀中央刑務所の受刑者・元アパートの大家） - 湯浅崇
- 今里辰治（清水家の隣人・20年前に清水一家を殺害後に焼身自殺） - 松蔵宏明
- 中島次郎（滋賀中央刑務所の受刑者） - 藤沢徹衛
- 滋賀中央刑務所の受刑者 - 杉山幸晴、浜田隆広
- 高西隆男（ジェットファイナンス 社員・滋賀中央刑務所の元受刑者） - 山本道俊
- 新井田栄彦（不動産会社社長・笹部の幼馴染） - 入江毅
- 笹部昭文（通販会社社長） - 床尾賢一
- 笹部鏡子（笹部の後妻） - 井上紀子
- 中原道弘（銀閣小学校 教師・小学校教諭殺人事件の被害者） - 川鶴晃裕
- 鳥飼永代（専業主婦・山科主婦殺人事件の被害者） - 小畠徳子
- 青山潤二（青山美容外科クリニック 外科医・整形外科医殺人事件の被害者） - 井上剛
- 春日浩江（ホステス・河原町ホステス殺人事件の被害者） - 中村彩実
- 友田（友田の妻） - 堀部由加里
- 村瀬美樹男（京都市民病院 医師） - 山根誠示
- 藤岡希美（京都市民病院 看護師） - 中山京子
- 清水徳郎（清水家家主・20年前に包丁で刺殺） - 笠井隆介
- 清水静江（徳郎の妻・20年前に金属バットで撲殺） - 秋山佳子
- 清水咲子（徳郎と静江の娘・20年前に天秤の置物で撲殺） - 紅露朱音
- 清水昭三（徳郎の父・20年前にゴルフクラブで撲殺） - 家辺隆雄
- 清水龍子（昭三の妻・徳郎の母・20年前に裁ちバサミで刺殺） - 田村ときこ
- 鳥飼（永代の夫） - 下元佳好

第2作「全ての犯罪を知る刑事vs.完全犯罪を操る男！京都の街に現れた謎の暗号…女性議員を狙う殺人計画の罠」（2014年）
- 池本武男（放火常習犯） - 今野浩喜（キングオブコメディ）
- 永峰勇樹（京都中央大学 元学生・故人） - 和泉崇司
- タケジィ（滋賀中央刑務所の受刑者） - 飯田孝男
- 芳野香里（純香の母・故人） - 宮田圭子（20歳：池上舞）
- 北野嘉一（機械メーカー社員・京都中央大学の卒業生） - 中島基之
- 芳野純香（京都府警警備部 SP） - 黒谷友香
- 清滝悦子（衆議院議員・京都中央大学の卒業生） - 前田美波里（大学生：島居香奈）
- 恩知由紀彦（京都第二医師会 副会長・京都中央大学の卒業生） - 長谷川初範（大学生：鈴木一輝）
- 出水宣郎（関西教育委員会 委員長・京都中央大学の卒業生） - 名高達男（大学生：カン・ソンヒョ）
- 検事 - 髙杉佳幸
- シンちゃん（滋賀中央刑務所の受刑者） - 三角園直樹
- 八坂祥治（京都中央大学の卒業生） - 浦崎翔士

第3作「無実の罪で10年服役した刑事！7体のフィギュアが結ぶ連続殺人 冤罪の謎が解ける衝撃の結末とは!?」（2015年）
- 加藤志朗（屋上立てこもり犯・警備会社社員） - さがね正裕 (X-GUN)
- 加藤芳子（志朗の妻） - 吉沢梨絵
- リポーター - 小倉星羅
- 中島輝一（京都洛西拘置所の元刑務官・故人） - 浅田祐二
- 杉山秋臣（京都地裁 元裁判官・故人） - 及川達郎
- 久保田周（人材派遣会社社長・京都地検 元部長検事） - 高谷恭平
- 星田翔大（満子の息子・故人） - 仲井大和
- 織旗誠（殺人事件の元被告・故人） - 宮前侑平
- 星田満子（市民サークル「マッチ棒で有名な建造物を作るサークル」メンバー） - 洞口依子
- 照屋勇（市民サークル「マッチ棒で有名な建造物を作るサークル」メンバー） - 高田翔（ジャニーズJr.）
- 徳山郁夫（市民サークル「マッチ棒で有名な建造物を作るサークル」メンバー） - 田中隆三
- 五木幸枝（市民サークル「マッチ棒で有名な建造物を作るサークル」メンバー） - 滝沢涼子
- 常田信雄（市民サークル「マッチ棒で有名な建造物を作るサークル」メンバー） - 夙川アトム
- 沢田篤史（加茂川警察署 副署長・姉小路竹彦の同期） - 国広富之
- 南佳代子（弁護士・芸能事務所「スターコートプロダクション」所属） - 山下容莉枝
- 天谷裕作（隆治の息子・天谷総研 執行役員秘書室長） - 弓削智久
- 天谷隆治（天谷総研 代表取締役・元衆議院議員） - 団時朗
- 岡崎和馬（強盗殺人犯・故人） - 奥深山新
- マンション管理人 - 多賀勝一
- 京都府警警備部長 - 浅井誠

第4作「10年服役した刑事が挑む最後の事件！一般市民が参加する劇場型犯罪ショー!? 着ぐるみ誘拐が導く連続殺人!! 最後に待つのは大切な人の死…衝撃の結末」（2015年）
- 岡崎森広（フリーター・デリンジャー） - 渡部豪太
- 田辺晴文（ラーメンたなべ 店主・ハウプトマン） - 中村靖日
- 磐田鎮男（嵐山市役所 広報課長） - 松尾諭
- 海老名未久（桂川市立銀閣中学校 元理科教師・ヤング） - MEGUMI
- 瀬戸不二夫（文部科学省 大臣秘書官） - 奥田達士
- 柳瀬功治（京都府警警備部） - 野仲イサオ
- 稲城成重（文部科学大臣） - 神保悟志
- 那須周太（元証券会社社員・ポンジ） - 古賀英鉄
- 撮り鉄 - 神宮寺太郎
- ロクスケ（滋賀中央刑務所の受刑者・元宝石店員） - 山本禎顕
- キョウジュ（滋賀中央刑務所の受刑者・ITのプロ） - 森崎正弘
- ブーチン（滋賀中央刑務所の受刑者・元自衛隊員） - 北川裕介
- 警察官 - 城土井大智
- 山田三太（滋賀中央刑務所の受刑者） - F.ジャパン
- 須崎真枝（嵐山市長） - 高橋ひとみ
- ネット喫茶の店員 - 秦大樹
- 演出家 - 佐渡山順久
- イベント会場のスタッフ - 鎌森良平
- 県会議員 - 松島紫代

#### 連続ドラマ（2016年）
第1話「10年間刑務所にいた刑事！トリックだらけの密室殺人!! 美人妻の空白の300日」
- 新宮司朱子（直兎の妻・旧姓「鳥越」） - 石田ひかり
- 近藤竜行（新宮司家の顧問弁護士） - 松田賢二
- 横内幹也（ライター） - 遠山俊也
- 新宮司直兎（小説家） - 金藤洋司
- バルやん（滋賀中央刑務所の受刑者） - 石塚義之
- 君原清香（兼文の娘・先天性の肝臓疾患の患者） - 中川真桜
- 君原清香の担当医師 - 吉見幸洋
- 区役所職員 - 中井理恵
- 君原兼文（新宮司家の執事・新宮司家に清香と住み込み） - 井上順

第2話「10年服役した刑事！いろはカルタ殺人事件月夜に狙われた女!!」
- 山辺和幸（老舗玩具メーカー「ユキザワトーイ」取締役） - 矢島健一
- 布田央彦（「ユキザワトーイ」キャリア強化室社員） - 小宮孝泰
- 境野光朗（「ユキザワトーイ」警備員） - 金井勇太
- 戸越（警視庁刑事部捜査一課 刑事） - 山崎画大（最終話にも出演）
- 板野朋之（「ユキザワトーイ」営業部長） - 辻つとむ
- 板野晴子（板野の妻） - 阿部朋子
- みのり（「ユキザワトーイ」社員） - 徳橋みのり
- 「ユキザワトーイ」キャリア強化室社員 - 横尾下下
- ボラっち（滋賀中央刑務所の受刑者） - CR岡本物語
- 「ユキザワトーイ」社員 - 杉本麻衣子
- 連城明弘（「ユキザワトーイ」営業部社員） - 相島一之
- 辻岡益美（「ユキザワトーイ」開発リーダー） - 雛形あきこ

第3話「時効寸前！殺人罪を消滅させるトリック!? 悪女の復讐!!」
- 丹羽奈津美（我妻真里亜の元家庭教師・城明予備校 事務員） - 鶴田真由
- テロ組織「青いカトレア」リーダー - 石川祐地
- 城明予備校 事務員 - 和木亜央
- バケちゃん（滋賀中央刑務所の受刑者・元スリの常習犯） - 槙尾ユウスケ（かもめんたる）

第4話「女刑事・姉小路の罪 5年の嘘!? 京都〜東京2つの殺人の点と線」
- 矢橋宗市（5年前強盗罪で懲役刑を受け先月刑期を終えて出所・元税理士） - 眞島秀和
- 井澤富士雄（JNP警備 社長・元鍵開け師） - 春海四方
- 土倉勝利（鍵開け師・滋賀中央刑務所の元受刑者） - 角田晃広（東京03）
- 加瀬信行（キャバクラのボーイ） - 山田悠介
- キイちゃん（ホームレス） - 河野洋一郎
- 質屋 - 藏内秀樹
- 瞬間くん（滋賀中央刑務所の受刑者・元空き巣） - 岩崎う大（かもめんたる）
- キャバクラ嬢 - 夏月
- タクシードライバー - 外谷勝由
- キャバクラ店員 - 山田篤史

第5話「殺人上映会！死んだ女優から謎の招待状…容疑者は観客全員!?」
- 藤村毅（俳優） - 神尾佑
- 真壁修輔（「ヴォルテ文化ホール」スタッフ・元化学工場の経営者） - 東根作寿英
- 小宮山月子（元女優・故人） - 片岡礼子
- 武田健吾（映画監督） - 山崎大輔
- 山本美沙（藤村のマネジャー） - 広岡由里子
- チャメやん（滋賀中央刑務所の受刑者） - 水野智則
- 「ヴォルテ文化ホール」運営スタッフ - 松尾英太郎
- 星野孝之（10年以上前に失踪 → 白骨遺体で発見） - 田島俊弥
- 滋賀中央刑務所の受刑者 - 龍坐
- 草ヶ谷（「ヴォルテ文化ホール」スタッフ） - 松崎颯
- 坂口徹（滋賀中央刑務所の受刑者） - 大川ヒロキ
- 滋賀中央刑務所の受刑者 - 柏村栄行
- 「ヴォルテ文化ホール」警備員 - 原圭介
- 試写会の司会者 - 南伊
- ニュースの声 - 大島奈穂美
- 観客 - 匁山剛志、根岸晴子

第6話「復讐のピアニスト！母子を引き裂く遠隔殺人トリック!!」
- 雨宮薫（ドイツ在住のピアニスト） - 矢田亜希子
- 桑原武彦（日雇い労働者・元音楽教室のアルバイト講師） - 菊池均也
- 渡辺仁（麗香の息子・若手ピアニスト） - 平岡拓真（3歳：伊藤悠成）
- 杉崎孝雄（薫のマネージャー） - 冨家規政
- 石橋聡史（薫のストーカー） - 松本実
- 渡辺麗香（元音大生・ニックネーム「ベッカ」・故人） - 植田麻友美
- 鬼っち（滋賀中央刑務所の受刑者） - 鈴木隆仁
- 雨宮薫の友人 - 佐藤もみじ
- 雨宮薫の所属事務所の社員 - 羽村純子

第7話「病院が巨大密室に!?致死率100%ウイルス ナースの完全犯罪!!」
- 山本茂文（玄豊会総合病院 事務長） - 袴田吉彦
- 高沢憲一（玄豊会総合病院 外科部長） - 池田政典
- 鳥塚蕗子（玄豊会総合病院 看護師） - 逢沢りな
- 馬場小百合（玄豊会総合病院 案内ボランティア） - 小柳友貴美
- 湊修一郎（「OVIS tec」チーフエンジニア） - 山本剛史
- 鮎原巧（玄豊会総合病院 心療内科医） - 和泉崇司
- 古堂麻人（詐欺師） - 鈴木一功
- 成田喜和子（玄豊会総合病院 看護師長） - 阿南敦子
- 室川典子（玄豊会総合病院 通院患者・妊婦） - 羽里早紀子
- 新木勝治（営業マン） - 真田幹也
- 梶村隼男（帝徳電機産業のシステムエンジニア） - 黒岩司
- 猪鹿さん（滋賀中央刑務所の受刑者） - シベリア文太
- 玄豊会総合病院 眼科医 - 和田武
- 玄豊会総合病院 消化器内科医 - 植田靖比呂
- 若い男（オレオレ詐欺の電話を掛ける男） - 亀岡孝洋
- 帝徳電機産業 社員 - 伊住聰志
- 不倫相手の妻 - 西辻こずえ
- 賭場仲間 - 錦織聡
- 大城滋夫（スマートトレンドグループ 会長・玄豊会総合病院 入院患者） - 清水章吾

第8話「最終章！殺人トーナメントの標的は宅間!?妻との永遠の別れ…」
- 安西桂子（15年前に夫に対する保険金殺人の共犯で逮捕されたが不起訴処分） - 井上和香（第9話にも出演）
- 小池智英（13年前に同級生を急性薬物中毒死させた疑いで保護観察処分） - 石黒英雄（第9話・最終話にも出演）
- 牧瀬照美（14年前に再婚相手の子供を虐待死させた疑いで逮捕されたが不起訴処分） - 及川奈央
- 郡司喜作（14年前に傷害致死容疑で逮捕されたが不起訴処分・暴力団「龍翠会」元組長） - 南雲佑介（第9話にも出演）
- 大木尚文（11年前に仲間を転落死させた疑いで聴取を受けたが事故として処理・会社員） - 大澤一成
- 岸田貴人（上袋警察署上袋東交番 巡査） - 神谷まこと（第9話にも出演）
- 高野富江（10年前に母を死体遺棄した容疑で逮捕されたが執行猶予・スーパーのパート店員） - 榎本由希（第9話にも出演）
- ウオちゃん（滋賀中央刑務所の受刑者・元空き巣） - ゆうぞう（インスタントジョンソン）
- ネットカフェ店員 - 酒井和哉
- 笠置幸二（12年前に元恋人を殺害した容疑で逮捕されたが起訴猶予処分・無職） - 池田わたる

第9話「すべての謎が明らかに！冤罪に陥れた男とついに対決!!」
- 小池智英（本物） - 山本裕典（最終話にも出演）
- 医師 - 大内厚雄
- ホームレス（須賀和也の身代わり） - 前田啓太

最終話「さよなら宅間！目撃者は1000人!!命がけの逆転トリック」
- 宮前（警視庁刑事部捜査一課 刑事） - 永倉大輔

## 用語
※ストーリー内に登場するキャラクター・組織などを記す。
京都府警察本部刑事部捜査第一課特別捜査係
表面上は捜査一課の支援を目的として立ち上げられた係だが、その実態は、扱いに困る宅間善人という存在を京都府警内で飼い殺しにするための「形の無い監獄」。
第4作で高倉本部長が解体を示唆する。
キョートマン7
宅間が京都府警広報課時代に作ったキャラクターで、キャッチコピーは「京都を守る正義のキョートマン7」。第3作のキーアイテムとなる。
- キョートマンバイシクル - 制服警官
- キョートマンウイング - 刑事
- キョートマンアイ - 刑務官
- キョートマンアンテナ - 検事
- キョートマンテンビン - 弁護士
- キョートマンハンマー - 裁判官
- キョートマンバンザイ - 国会議員

なお、それぞれの名前はパンフレットの紹介文に書いてあるが、実際に作中で呼ばれる事は無かった。
警視庁刑事部総合事犯対応係（仮称）
連続ドラマにおける宅間達の異動先。実験的な部署であることから「（仮称）」がついている。
実は創設の真の目的は「（滝道自身にとって）不都合な出来事が起きた時に、宅間達をまとめて『処分』できるようにするための『危機管理』」であり、特に危険視していた宅間を監視する為の部署でもあった。
「我々」
犯罪者を集めて有効利用する非公式組織。
元々は、凶悪・複雑化する犯罪や日本国内に潜むテロの脅威に対抗するため、15年前に複数の公的機関に所属する人間を集めた"勉強会"であった。
宅間が京都府警広報課に所属していた頃、元妻・室町美也子が大学時代に書いた小説を参考に掲載されたコラム「『警察』と『更正を期待できない犯罪者』の関わり」が発端であり基本理念。
「更正を図るよりも、利用すべき。むしろ利用するしかない」という佐神の提言で、武藤など多くの「更正する見込みが無い犯罪者」に諜報活動や今後起こりうる犯罪の予測等をさせることで「犯罪者による、犯罪の抑止」と言った「犯罪者の有効利用」を図っていた。
ところがある日、集めた犯罪者達が示し合わせて「我々」のメンバーの情報や警察が極秘に保存していたあらゆる犯罪に関するデータを持ち逃げしたため計画は失敗、組織解体後は「自分達の失敗を世間に公表して責任を取るべきだ」とする一派と、自らの黒歴史を封印し「我々」の存在・秘密を知る者たちを1人残らず抹殺しようとする一派といった2つのグループに分かれる。
しかし、現在では「我々」の理念や考え方があまりにも広がりすぎてしまい、「我々」という言葉は単一の組織を表すのではなく、1つの「概念」と化してしまっている。よって、世の中には「我々」の理念や考え方を有する犯罪者（あるいは犯罪者予備軍）が無数に存在する可能性があると、白河は指摘している。

## スタッフ

### 土曜ワイド劇場（スタッフ）
- 脚本 - 戸田山雅司
- 音楽 - 横山克（第1作のみノンクレジット）
- 監督 - 七髙剛
- 警察監修 - 倉科孝靖（チーム五社）
- VFX - キルアフィルム
- プロダクション協力 - 東映太秦映画村
- プロデューサー - 井圡隆・船津浩一・西勇哉（テレビ朝日）、目黒正之・和佐野健一（東映）
- 制作 - テレビ朝日、東映

### 連続ドラマ（スタッフ）
舞台が東京に変わったことで、プロダクション担当も東映東京撮影所に変わっている。
- 脚本 - 戸田山雅司、徳永友一
- 監督 - 七髙剛、及川拓郎、細川光信
- 音楽 - 横山克
- 医療指導 - 山本昌督
- 技斗 - 所博昭（アーバンアクターズ）
- 劇用銃 - 納富喜久男
- VFX - 太田一将、森誉裕
- 技術協力 - バスク、ナックイメージテクノロジー
- 照明協力 - 光影舎
- 美術協力 - テレビ朝日クリエイト、東京美工、紀和美建、高津装飾美術
- 音響効果 - スポット
- ポスプロ - 東映ラボ・テック、東映デジタルセンター
- ゼネラルプロデューサー - 横地郁英（テレビ朝日）
- プロデューサー - 船津浩一・川島誠史[81]（テレビ朝日）、目黒正之・和佐野健一（東映）
- 制作 - テレビ朝日、東映

## 放送日程

### 土曜ワイド劇場
| 話数 | 放送日         | サブタイトル | 脚本       | 監督   | 視聴率 |
| ---- | -------------- | --- | ---------- | ------ | ------ |
| 1    | 2013年05月18日 | 無実の罪で10年服役した刑事と殉職警官の妻… 異色タッグが京都を揺るがす4つの殺人連鎖に挑む！                                                  | 戸田山雅司 | 七髙剛 | 19.4%  |
| 2    | 2014年03月08日 | 全ての犯罪を知る刑事vs.完全犯罪を操る男！ 京都の街に現れた謎の暗号…女性議員を狙う殺人計画の罠                                              | 戸田山雅司 | 七髙剛 | 16.1%  |
| 3    | 2015年02月28日 | 無実の罪で10年服役した刑事！7体のフィギュアが結ぶ連続殺人 冤罪の謎が解ける衝撃の結末とは!?                                                 | 戸田山雅司 | 七髙剛 | 14.8%  |
| 4    | 12月12日       | 10年服役した刑事が挑む最後の事件！ 一般市民が参加する劇場型犯罪ショー!? 着ぐるみ誘拐が導く連続殺人!! 最後に待つのは大切な人の死…衝撃の結末 | 戸田山雅司 | 七髙剛 | 12.1%  |

- 視聴率はビデオリサーチ調べ、関東地区・世帯

### 連続ドラマ
- 2016年1月クールのドラマで唯一全話を通じて2桁となった[85]。

| 話数                                                           | 放送日         | サブタイトル                                                           | 脚本       | 監督     | 視聴率 |
| -------------------------------------------------------------- | -------------- | ---------------------------------------------------------------------- | ---------- | -------- | ------ |
| 第1話                                                          | 2016年 1月14日 | 10年間刑務所にいた刑事！トリックだらけの密室殺人!! 美人妻の空白の300日 | 戸田山雅司 | 七髙剛   | 17.1%  |
| 第2話                                                          | 1月21日        | 10年服役した刑事！いろはカルタ殺人事件月夜に狙われた女!!               | 戸田山雅司 | 七髙剛   | 12.5%  |
| 第3話                                                          | 1月28日        | 時効寸前！殺人罪を消滅させるトリック!? 悪女の復讐!!                    | 戸田山雅司 | 七髙剛   | 14.1%  |
| 第4話                                                          | 2月04日        | 女刑事・姉小路の罪 5年の嘘!? 京都〜東京2つの殺人の点と線               | 戸田山雅司 | 及川拓郎 | 11.8%  |
| 第5話                                                          | 2月11日        | 殺人上映会！死んだ女優から謎の招待状…容疑者は観客全員!?                | 徳永友一   | 及川拓郎 | 12.1%  |
| 第6話                                                          | 2月18日        | 復讐のピアニスト！母子を引き裂く遠隔殺人トリック!!                     | 徳永友一   | 細川光信 | 12.2%  |
| 第7話                                                          | 2月25日        | 病院が巨大密室に!? 致死率100%ウイルス ナースの完全犯罪!!               | 戸田山雅司 | 細川光信 | 11.5%  |
| 第8話                                                          | 3月03日        | 最終章！殺人トーナメントの標的は宅間!? 妻との永遠の別れ…               | 戸田山雅司 | 及川拓郎 | 10.9%  |
| 第9話                                                          | 3月10日        | すべての謎が明らかに！冤罪に陥れた男とついに対決!!                     | 戸田山雅司 | 七髙剛   | 11.3%  |
| 最終話                                                         | 3月17日        | さよなら宅間！目撃者は1000人!! 命がけの逆転トリック                    | 戸田山雅司 | 七髙剛   | 12.0%  |
| 平均視聴率 12.6%（視聴率はビデオリサーチ調べ、関東地区・世帯） |                |                                                                        |            |          |        |